# Néo-modernisme (architecture)
 (décembre 2017).
Si vous disposez d'ouvrages ou d'articles de référence ou si vous connaissez des sites web de qualité traitant du thème abordé ici, merci de compléter l'article en donnant les références utiles à sa vérifiabilité et en les liant à la section « Notes et références ».
Le néo-modernisme (ou style néo-moderne) est un courant architectural qui nait en réaction au postmodernisme. 
Il est basé sur le réemploi des valeurs portées par les architectes modernistes : conception rationnelle et fonctionnaliste, refus de l’ornement. Le néo-modernisme est un courant qu’on peut qualifier d’historiciste, en ce qu’il cite le style des courants architecturaux historiques, en particulier ceux du XXe siècle (tels que le Bauhaus ou l’UAM). 
Le style néo-moderne apparait dans les années 1990 et continue de se développer aujourd'hui à travers des réalisations architecturales publiques ou des commandes privées, ainsi que dans l'architecture d'intérieur.    
Le courant néo-moderne est international et s'illustre dans de nombreux exemples en Europe et en Amérique du Nord. Les deux courants ayant de nombreuses caractéristiques communes, c'est la datation qui permet de distinguer le modernisme du néo-modernisme.   

## Caractéristiques
Le néo-modernisme réemploie les caractéristiques du modernisme et se reconnait d'abord par l'utilisation du béton, du verre et de l'acier. Les matériaux sont laissés à l'état brut et dépourvus d'ornement, les structures constructives sont exhibées, à la manière du mouvement brutaliste.  Les formes sont géométriques et anguleuses. Les ouvertures vers l'extérieur forment de larges baies-vitrées rectangulaire, selon le principe du mur-rideau. Le plan est ouvert par un décloisonnement, selon la logique du « plateau-libre » qui caractérise l'architecture de Le Corbusier.  
Le paradoxe de l’architecture néo-moderne est qu’elle emploie le vocabulaire esthétique d’une époque qui cherchait précisément à se dégager de la notion de style (le modernisme est caractérisé par sa volonté de rupture avec la tradition). Le style néo-moderniste vient parfois en contradiction avec les principes-même du modernisme, en ayant recours à l'ornement masquant les éléments constructifs réels. On peut ainsi aller jusqu'à recréer les empreintes d'un coffrage factice, à employer des teintes de béton dans des revêtements de sol en PVC, des papiers peints imitant coffrages et panneaux de béton, voire à installer de faux éléments structurels tels que des piliers et des poutres (imitant l'acier ou le béton précontraint) dont le rôle est esthétique et ne répondra pas à un besoin technique. Cette manière d'utiliser des matériaux constructif comme ornement se retrouve également dans le Style Industriel.
A l'instar de ce qui se constate pour les autres styles architecturaux desquels il peut ainsi se distinguer, le néo-modernisme est aussi une manière de dire la ville en ce qu'il traduit des valeurs (liberté, égalité, esprit, raison, peuple, etc.) et il est également une façon de concevoir et d'habiter l'urbain, et plus particulièrement l'espace public .

## Exemples
- Bay-Adelaide Centre à Toronto
- Projets résidentiels de l'agence zurichoise Kaufman Architekten[3]
- Médiathèque de Meaux, par l'architecte Jacques Ripault
- Maisons contemporaine style Bauhaus conçues par l'agence allemande Baufritz[4]
- Grande Bibliothèque de Montréal.